# EasyGov.swiss
EasyGov.swiss ist ein Online-Schalter für Unternehmen in der Schweiz. Betrieben wird die E-Government-Plattform vom Staatssekretariat für Wirtschaft SECO. 
Über die Plattform EasyGov.swiss können sich Unternehmen zum Beispiel im Handelsregister eintragen lassen oder bei der Alters- und Hinterlassenenversicherung, der Mehrwertsteuer sowie der Unfallversicherung anmelden.
EasyGov.swiss funktioniert nach dem Prinzip des geführten Dialogs mit Fragen und Dateneingaben. Lanciert wurde EasyGov.swiss 2017. Seither wird das Angebot laufend ausgebaut. Derzeit nutzen rund 100'000 Unternehmen das Portal.

## COVID-19-Pandemie: EasyGov.swiss als zentrale Anlaufstelle
Zur Bewältigung der wirtschaftlichen Folgen der COVID-19-Pandemie hatte der Bundesrat 2020 ein umfassendes Massnahmenpaket beschlossen. Ein grosser Teil dieser Massnahmen wurde über EasyGov.swiss abgewickelt. Unternehmen konnten über diese Plattform Auskünfte zu den Unterstützungsleistungen des Bundes einholen und zwischen 26. März 2020 und 31. Juli 2020 direkt Anträge für Überbrückungskredite einreichen.